# Dombrava
Dombrava – wieś w Słowenii, w gminie Renče-Vogrsko. W 2018 roku liczyła 56 mieszkańców.